# Eksegeza
Egsegeza (grško ἐξήγησις eksigisis – »razlaga«, iz ἐξηγεῖσθαι – »poudariti«) je besedna ali stvarna razlaga kakega teksta, zlasti Svetega pisma, pa tudi slovničnih, zgodovinskih, pravnih in drugih besedil.
Egsegeza obsega širok razpon kritičnih disciplin: tekstualni kriticizem je raziskovanje zgodovine in izvora besedil, egsegeza lahko vsebuje študijo zgodovinskega in kulturnega ozadja avtorja, besedila in izvirnega bralstva. Druge analize so analiza slovničnih in sintaktičnih lastnosti v besedilu ter klasifikacija vrste književnega rodu v njem.
V pravni znanosti in v delovanju pravnih strokovnjakov so metode egsegeze nezamenljive: neobhodno je, da se pravne norme interpretirajo. Glede na to, da so pravne norme sestavljene iz besed, se te v bistvu razlagajo z enakimi metodami kot vsako drugo besedilo.

## Uporaba
Tisti, ki izvaja eksegezo, se imenuje ekseget (/ˌɛksɪˈdʒiːt/; iz grščine ἐξηγητής). Množina eksegeze je eksegeze (/ˌɛksɪˈdʒiːsiːz/). Pridevniki so eksegetski ali eksegetski (npr. eksegetski komentarji). V svetopisemski eksegezi je nasprotje eksegeze (povleči ven) eisegesis (vleči vase), v smislu eisegetičnega komentatorja, ki »uvaža« ali »privleče« lastne subjektivne interpretacije v besedilo, nepodprte s samim besedilom. Eisegeza se pogosto uporablja kot slabšalni izraz.